# Йорос (Туреччина)

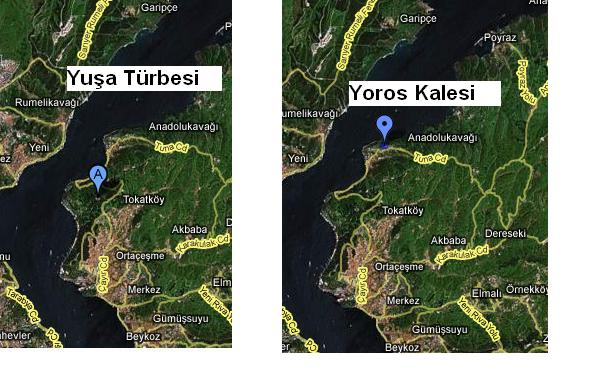
Пагорб Юші та фортеця Йорос на супутниковій мапі

Фортеця Йоро́с (тур. Yoros kalesi) — стародавнє славетне місто на злитті Босфору і Чорного моря у передмісті Стамбула, в місцевості Бейкоз. Остання, окрім руїн легендарної фортеці та рибних ресторанів на узбережжі, відома завдяки Гробниці святого Юші (тур. Hazret-i Yuşa Türbesi), яка є одночасно місцем паломництва християн, юдеїв, та турецьких суфіїв (похований тут Юша ібн Нун, що став ватажком єврейського народу після смерті св. Муси (Мойсея), ототожнюється з пророком Ісусом Навином).

## Географія
Руїни Йороса розташовані над самим вузьким місцем Босфору, на останній горі, яка є домінуючою на азійському березі протоки. На південь, поруч з фортецею, зараз знаходиться невелике рибальське містечко Анадолукаваги (тур. Anadolu Kavağı, букв. Анатолійська Тополя), трохи далі — пагорб святого Юші. Навпростець від нього до фортеці — близько двох кілометрів, автомобілем — в об'їзд вздовж берега, повз Анадолукаваги — близько п'яти.
На протилежному березі Босфору знаходиться район Румелікаваги, де свого часу була побудована фортеця Румелі, аналогічна до Анатолійського замку (тур. Anadolu Hisarı) на протилежному березі, під горою з фортецею Йорос. Кажуть, що колись між ними було протягнуто ланцюг, подібний то того, що був на підступах до Константинополю, біля Золотого Рогу.

## Історія
Фортеця завдяки домінанті висот над найближчими околицями, завжди мала стратегічне значення та була постійним предметом суперечок. Адже той, хто контролював фортецю та тримав флот у гавані під нею, господарював на всьому Босфорі, отримуючи дань від усіх кораблів, що йшли у Чорне море чи, навпаки, рухались звідти до Середземного.

### Справжні розміри фортеці

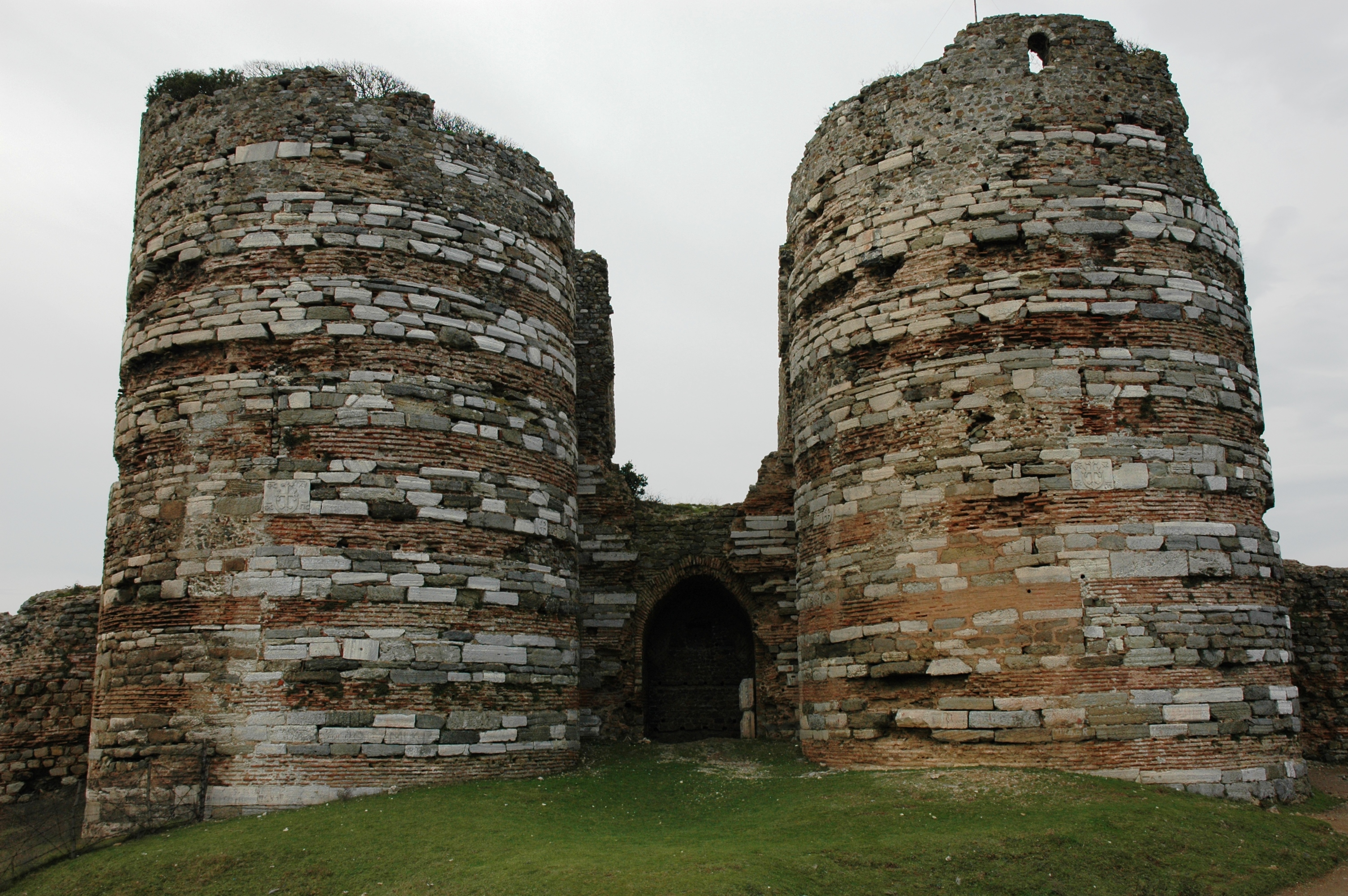
Руїни башт

Вірменський історик Гукас Інчічян повідомляє, що у стародавні часи всередині фортеці знаходився турецький квартал, що складався з 25 будинків, а під керівництвом коменданта фортеці був загін з двадцяти стражників. Йдеться, напевно, про мирні часи і саме про верхню частину споруди. Бо, фортечні стіни тяглися вздовж узбережжя Босфору на цілих 500 метрів, а показники ширини коливалися в діапазоні від 60 до 130 метрів. Найбільш міцна і потужна частина Йоросу була повернута в східний бік, тобто в анатолійському напрямку. Таким чином, бастіон був готовий відбити не тільки напад ворожої ескадри з моря, але й набіги сухопутних ворогів.

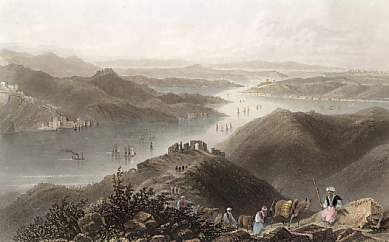
Руїни башт, гравюра

### Візантійський та латинський періоди

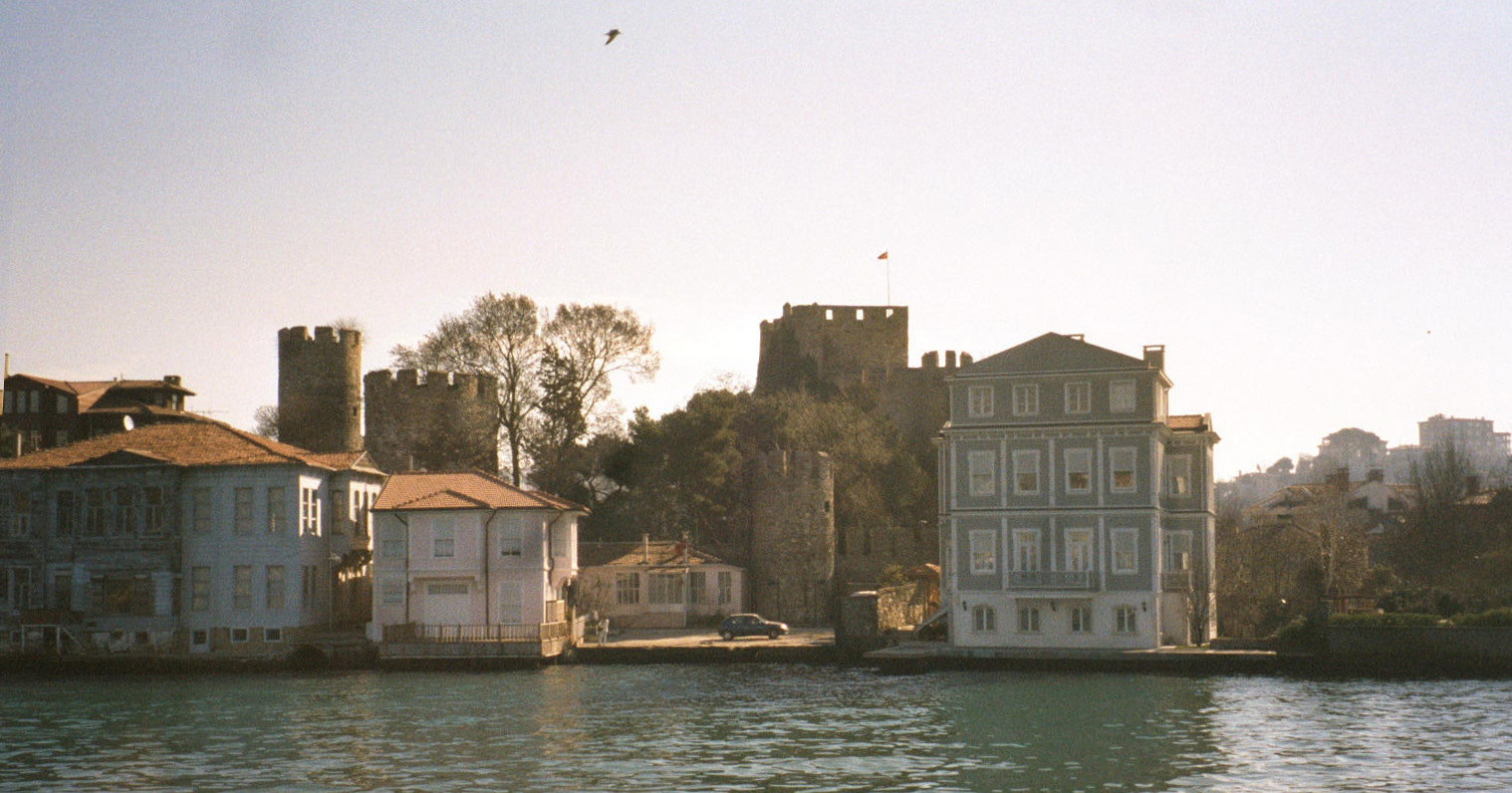
Анатолійський замок, вид із Босфору

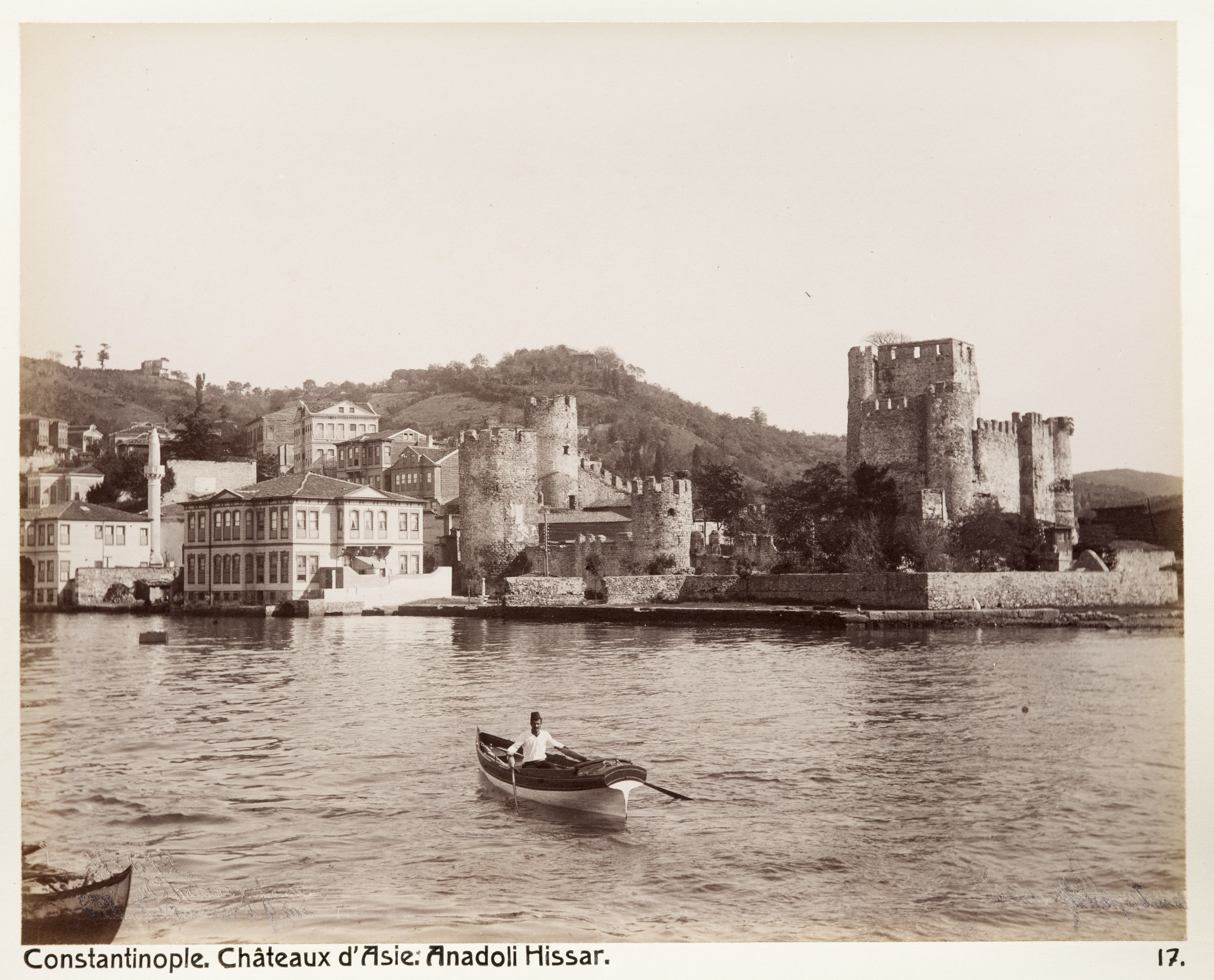
Анатолійський замок, поштова листівка 1905 р.

Професор відділення Візантійської історії Стамбульського університету Асну Більбан Ялчин (тур. Asnu Bilban Yalçın) висуває припущення про те, що Йорос будувався за наказом імператора Мануїла Комніна, але до сих пір точна дата споруди залишається невідомою. Цей захід для правителя Візантії був вимушеним: таким чином він вирішив захистити Константинополь від недружніх воїнів-варягів.
Як повідомляла у 2006 році табличка на вході у фортецю, Йорос було відбудовано у 1261 році, тобто саме у рік падіння держави хрестоносців — Латинської імперії. Після того, як Царград було взято володарем Нікейської імперії Михаїлом VIII Палеологом, що відновив Візантійську імперію і став засновником останньої династії візантійських імператорів, скоріше за все, фортецю перебудували. Що і відображено на табличці датами: 1261—1282.
Над фортецею постійно намагалися роздобути верховенство генуезці, візантійці та турки. На початку XIV ст. османам таки вдалося виконати задумане, відвоювавши бажані фортечні стіни, але через 40 років вони знову перейшли до Генуї. Саме тому фортецю Йорос також інколи називають Генуезькою (тур. Ceneviz Kalesi).

### Османські часи
Повернути собі Йорос османи зуміли лише наприкінці XIV століття, отримавши величезну військову перевагу. Менш уживана її назва — фортеця Анадолукаваги (тур. Anadolukavağı Kalesi). Більш поширеною є думка, що остання є спорудою, яку було побудовано нижче, на березі і значно пізніше — вже за часів падишаха Баязида І Блискавичного. Він зробив з неї, зокрема, базу для майбутніх походів на Візантію та досяг неабияких успіхів на цьому напрямку.
Після завоювання Константинополя османами у 1453 році фортеця продовжує розвиватися. Султан Баязид II (1481—1512) відреставрував Йорос і побудував там месджі (невелику мечеть). Ще пізніше, комендант фортеці Мехмед Ага побудував тут баню. Обидва цих факту свідчать про досить немалу кількість населення міста.
Стіни і башти фортеці сильно постраждали від землетрусу 1509 року, і згодом відновлювалися. У документі Османської Архіву, датованому 1576 роком, є запис про те, що разом з фортецею відремонтовано мечеть, джерело води і лазню.
Німецький мандрівник Михайло Геберер в 1580-і роки, подорожуючи до Стамбулу, знайшов фортецю у доброму стані і у своїх подорожніх нотатках залишив гравюру, що цілком відповідає оригіналу.

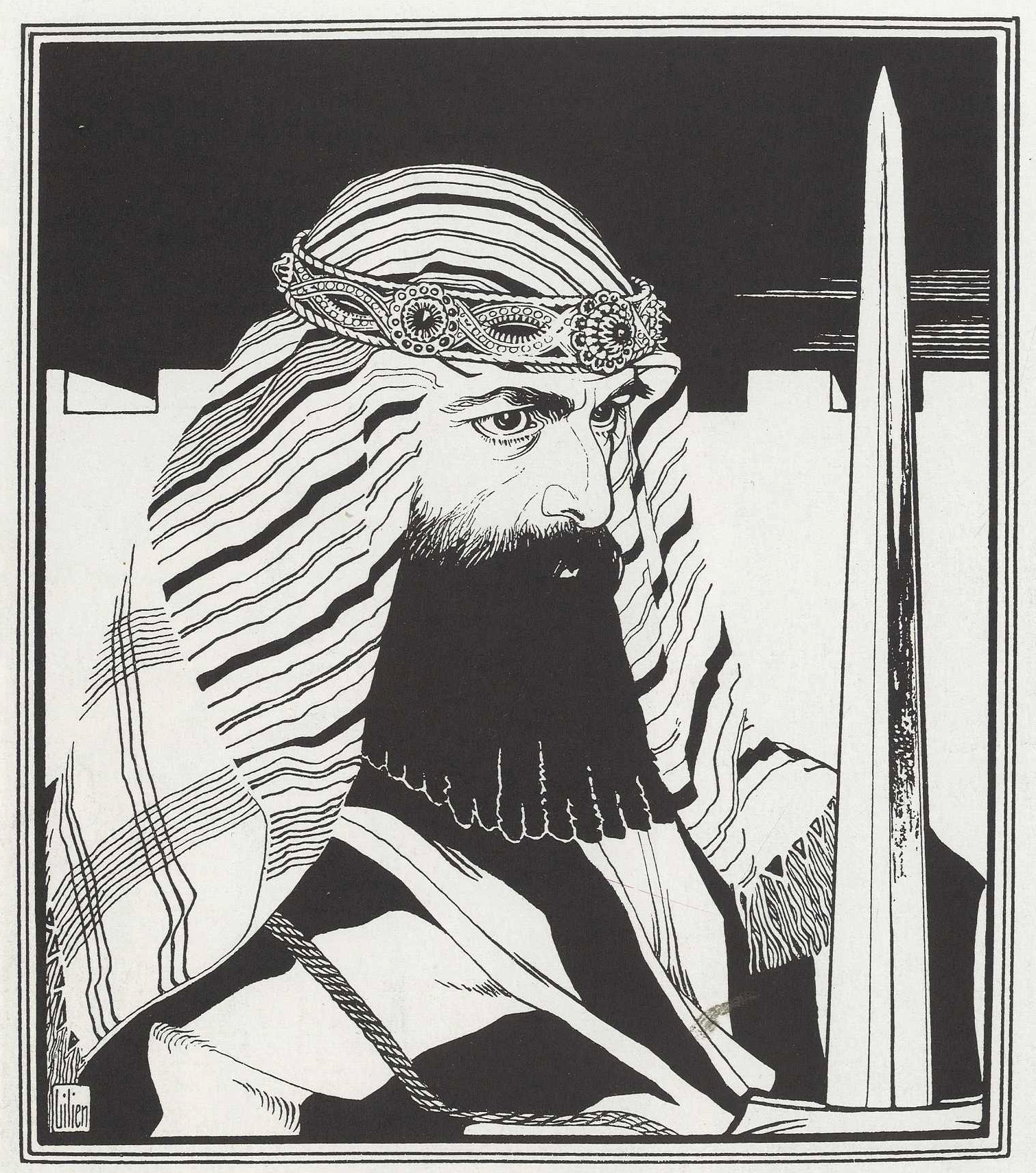
Ісус Навин (Ефраїм Моше Лілієн, 1908)

У ХІХ столітті Йорос втратив своє військове стратегічне значення і прийшов в занепад.
На думку сучасних дослідників, назва міста невід'ємно пов'язана з подіями, що відбулися на пагорбі неподалік від нього. Ще за часів проживання тут фінікійців та греків, цю територію іменували не інакше, як «Священне місце» (от дав.-гр. ἱερός — «священний»).

## Пагорб святого Юші
За часів античності в цьому місці розташовувалися храмові споруди на честь богів, а також спеціально оформлені майданчики для жертвоприношень. Святині, здебільшого, будувалися в знак поваги до Верховним Божествам. Відомо, що ще до нашої ери в цьому місці височів храм Аполлона, а також стояв жертовник, присвячений відразу 12 богам, зокрема Зевсу, без приношень якому моряки не ризикували вийти у Чорне море.).
У шостому столітті за часів імператора Юстиніана цей жертовник відійшов під заступництво візантійської церкви. Залишки побудованого навколо нього храму зберігалися до XIX століття (цей факт зазначає, зокрема, редактор константинопольської газети «Калем» візантинист Джелал Ессад).
Таким чином, в стародавні часи цієї території надавалося не стільки стратегічне, скільки релігійне значення. Стіни фортеці Йорос були прикрашені різноманітною християнською символікою, на баштових будівлях розміщені копії табличек з каменю, на яких вибиті хрест і півмісяць.
У 1755 році, за наказом великого візира Османа III — Йірмісекіззаде Мехмет Саїт-паші (тур. Küçük Mehmet Sait Pasha), на пагорбі були побудовані месджі (мечеть) і текке (монастир). Крім того, навколо могили була побудована стіна з каменю та цегли і призначені працівники для постійного нагляду за гробницею. Оскільки це місце викликало великий інтерес у людей, то на пагорбі постійно виникали тисняви. Через це султан Селім III був змушений заборонити тут читання житія Мухаммеда, мотивуючи своє рішення «необхідністю припинити чвари».
Сучасного вигляду гробниця святого Юші придбала у 1863 році, коли султан Абдул-Азіз наказав відреставрувати і оновити будівлі (так як стара мечеть постраждала від пожежі). У статистичному звіті 1885—1886 років Міністерства внутрішніх справ це місце згадано як «Yüşa Aleyhisselam Dergahı» (≈ Йуша Алейхісселям, або обитель дервіша).
За одною з версій, цей пагорб може бути біблійною Голгофою, а місто Йорос — Єрусалимом. При цьому круглий камінь з отвором посередині на гробниці Йоші, відповідно до цієї точки зору, є місцем установки хреста, а рипіди — це прообраз списа Лонгина.
Автори Нової хронології (А. Фоменко, Г. Носовський) нагадують, що назва Йоросалим (Єросалим) у першоджерелах писалася через «о» не тільки латиною (лат. Hierosolyma), але навіть старослов'янською мовою (церк.-слов. Ієросалим), принаймні до Никонівської реформи. Втім, якщо назва заснованого ще євусеями найбільшого міста Ізраїлю походить від додавання до імені міста Салім (названого на честь бога Салима) частки «Уру» (аккадською мовою — «Уру Шалем») або «Ір» (івр. Ір Шалем, або «Місто Салима»), то у семантиці «Йорос (Єрос) Алем» дослідники бачать саме «Святе Місто».
Поширення авторами Нової хронології трактування назви до «міста знаходження первосвященика» або столиці, однак, виглядає досить суперечливо. Навіть зважаючи на те, що фортеця Йорос захищала з боку Босфора подступи спочатку до Візантія, а згодом до Константинополя, первосвященник сидів в царградській Ая-Софії.

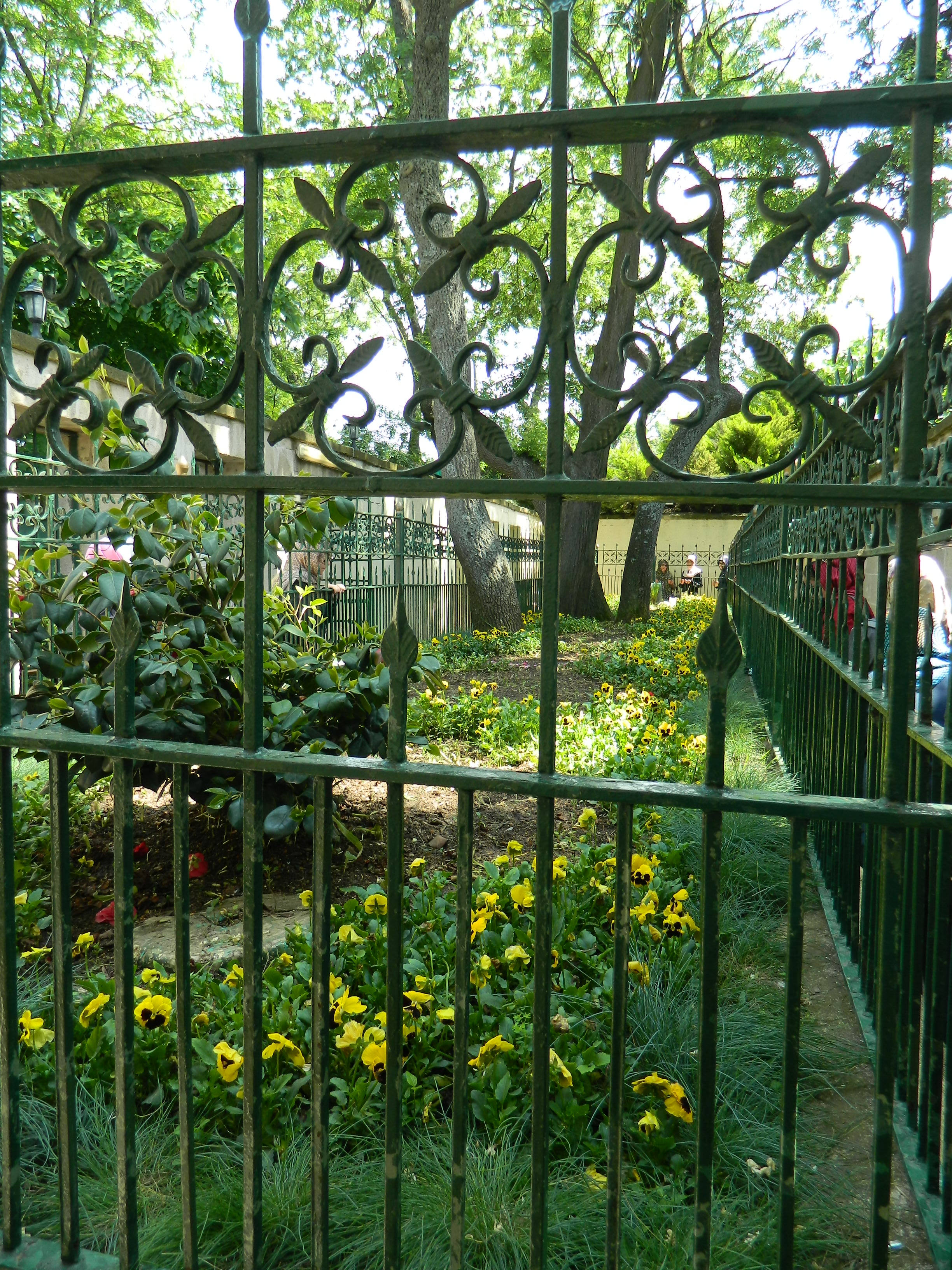
Могила святого Юші

## Опис гробниці
Гробниця святого Юші складається з трьох споруд:
- Широка тераса з лавками для відпочинку паломників;
- Мечеть;
- Могила святого Юші — плоске прямокутне земляне піднесення довжиною 17 метрів і шириною близько 2 метрів. Воно оточене високою чавунною решіткою, яка, в свою чергу, додатково затягнута залізною сіткою, щоб численні паломники не могли торкнутися священної землі всередині огорожі.

Решітка оточує ділянку землі, порослу густою травою. Всередині огорожі зростає також кілька високих дерев. У протилежних кінцях могили знаходяться два круглих циліндричнихкаменя, що нагадують невеликі жорна. У центрі одного з них, нагорі каменю, видно чотирикутний отвір і добре помітна тріщина в камені. До цього каменю прив'язаний встромлена у землю висока жердина. На вершині жердини сьогодні знаходиться золотий, або позолочений, диск з арабським написом, явно нагадує рипіди.
Все спорудження обнесено високою кам'яною стіною, в якій зроблені дві двері і кілька вікон. Паломники входять в одну з цих дверей, обходять могилу кругом і виходять через другі двері назовні. Згідно з уявленнями паломників, тут можна отримати зцілення від своїх недуг.